# 7521 Wylezalek
A 7521 Wylezalek (ideiglenes jelöléssel (7521) 1990 QS2) a Naprendszer kisbolygóövében található aszteroida. Henry E. Holt fedezte fel 1990. augusztus 24-én.